# Stapleton Glacier
Stapleton Glacier är en glaciär i Antarktis. Den ligger i Västantarktis. Inget land gör anspråk på området. Stapleton Glacier ligger 29 meter över havet.
Terrängen runt Stapleton Glacier är platt åt sydost, men åt nordväst är den kuperad. Trakten är obefolkad. Det finns inga samhällen i närheten.